# Podróż apostolska Benedykta XVI do Austrii
Podróż apostolska Benedykta XVI do Austrii odbyła się w dniach 7 września–9 września 2007. Głównym jej celem było uczestnictwo papieża w obchodach 850-lecia sanktuarium maryjnego w Mariazell.
7 września 2007 (piątek)
- 9:30 – odlot samolotu z rzymskiego lotniska Ciampino do Wiednia
- 11:15 – przylot papieskiego samolotu na wiedeńskie lotnisko Schwechat, uroczystość powitania
- 12:00 – przejazd z międzynarodowego lotniska Schwechat do centrum Wiednia
- 12:45 – modlitwa Benedykta XVI przed figurą Matki Bożej na placu „Am Hof”
- 13:30 – przejazd na Juden Platz i chwila refleksji przy pomniku austriackich ofiar Holokaustu
- 13:40 – papież udaje się do Nuncjatury Apostolskiej
- 17:30 – spotkanie Benedykta w pałacu Hofburg z prezydentem Austrii, a następnie z innymi przedstawicielami władz oraz korpusem dyplomatycznym
- 18:45 – przejazd z pałacu Hofburg do Nuncjatury Apostolskiej

8 września 2007 (sobota)
- 8:00 – przejazd z Nuncjatury Apostolskiej na Heldenplatz, skąd papież śmigłowcem udał się do Mariazell
- 10:30 – msza z okazji 850 rocznicy ustanowienia sanktuarium w Mariazell na placu przed bazyliką
- 13:30 – obiad z episkopatem austriackim oraz osobami towarzyszącymi papieżowi
- 16:45 – Nieszpory maryjne z kapłanami, zakonnikami, diakonami i klerykami w bazylice w Mariazell
- 18:00 – wyjazd na lądowisko helikopterów w Mariazell
- 19:50 – przyjazd do wiedeńskiej Nuncjatury Apostolskiej

9 września 2007 (niedziela)
- 9:15 – przejazd z Nuncjatury Apostolskiej do rezydencji arcybiskupa Wiednia a następnie procesja do katedry św. Szczepana
- 10:00 – msza w katedrze św. Szczepana
- 12:00 – modlitwa „Anioł Pański” na placu przed wiedeńską katedrą i powrót pieszo do rezydencji arcybiskupów
- 14:00 – przejazd z rezydencji arcybiskupów do nuncjatury
- 16:30 – wizyta w opactwie Heiligenkreuz
- 17:30 – spotkanie z wolontariuszami w wiedeńskim Konzerthaus
- 18:45 – przejazd na lotnisko międzynarodowe Schwechat
- 19:15 – uroczystość pożegnanalna
- 19:45 – odlot do Rzymu
- 21:30 – przylot na rzymskie lotnisko Ciampino